# Hafen Koper

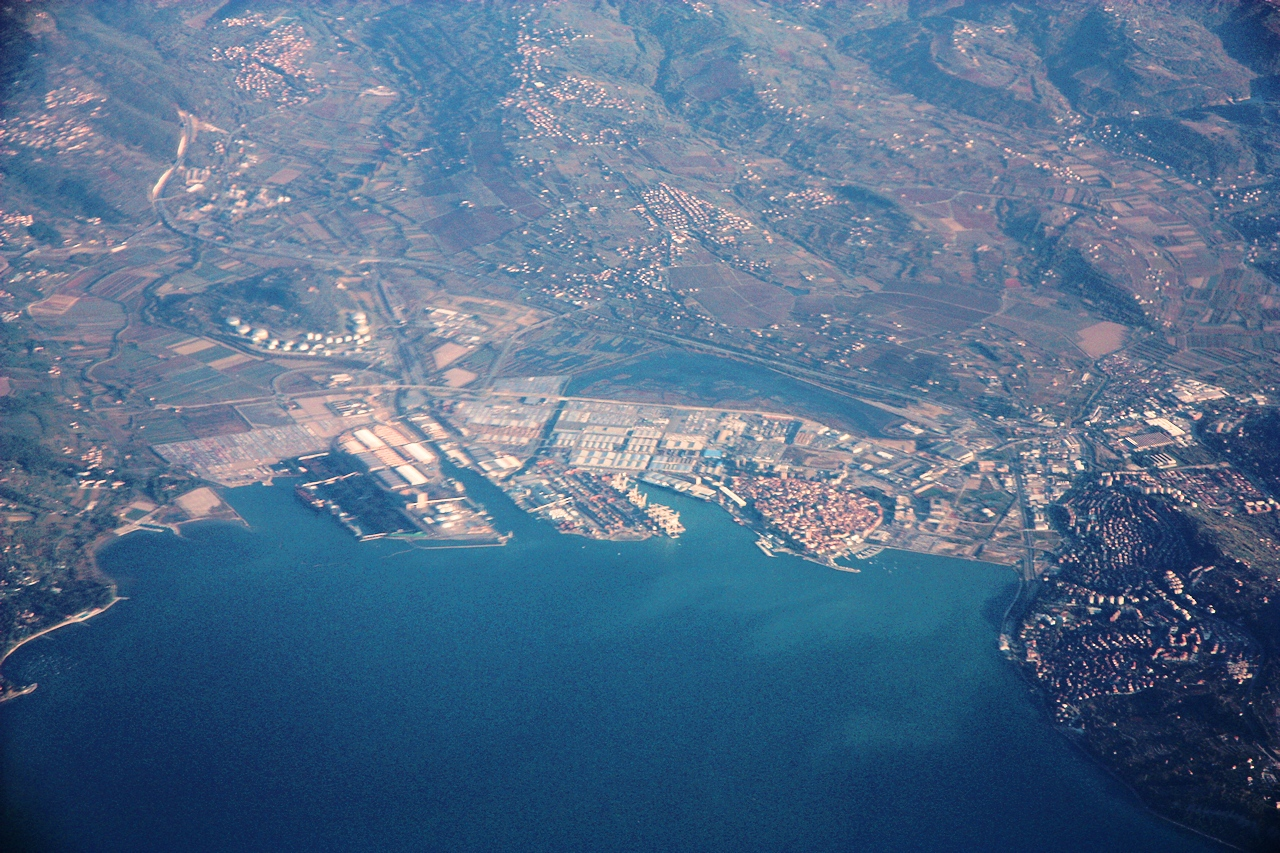
Luftaufnahme des Hafens

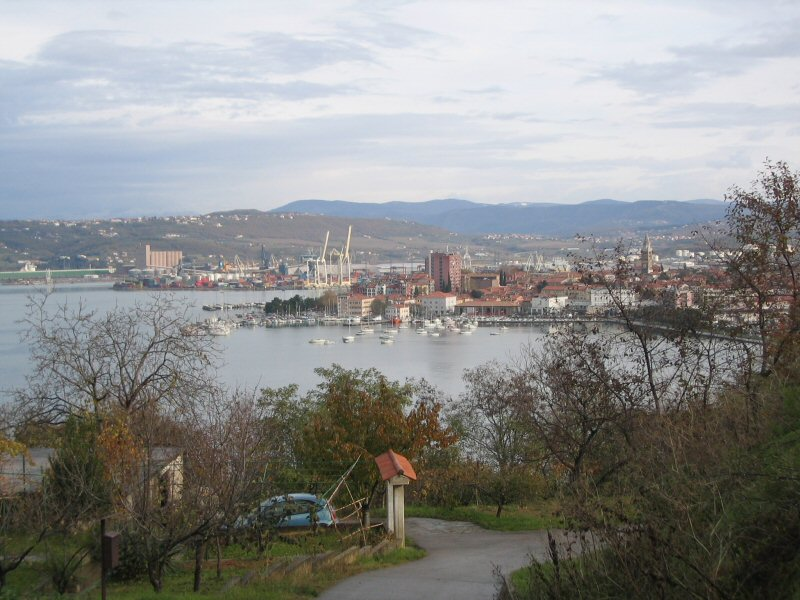
Blick auf den Hafen

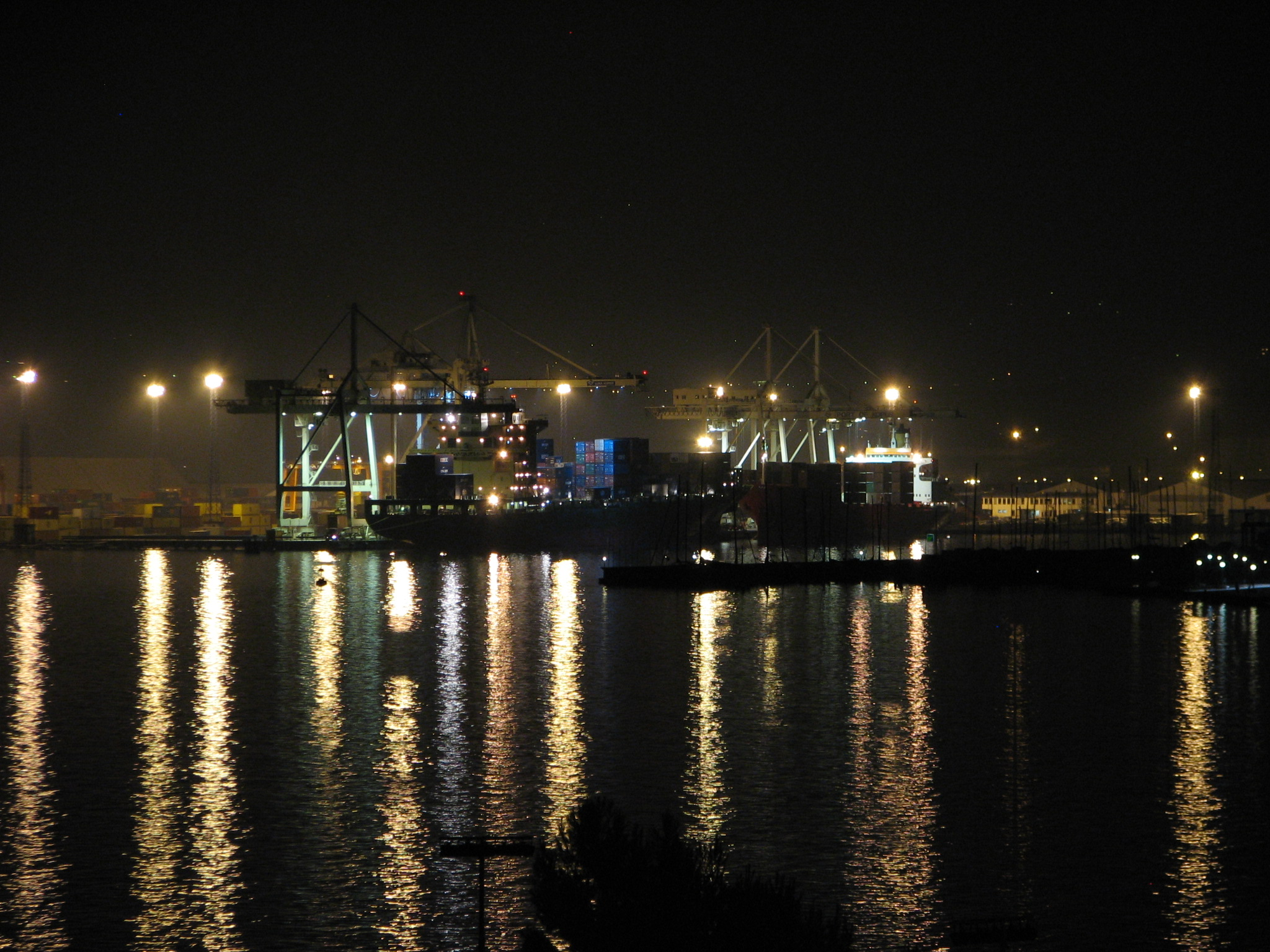
Der Hafen von Koper bei Nacht

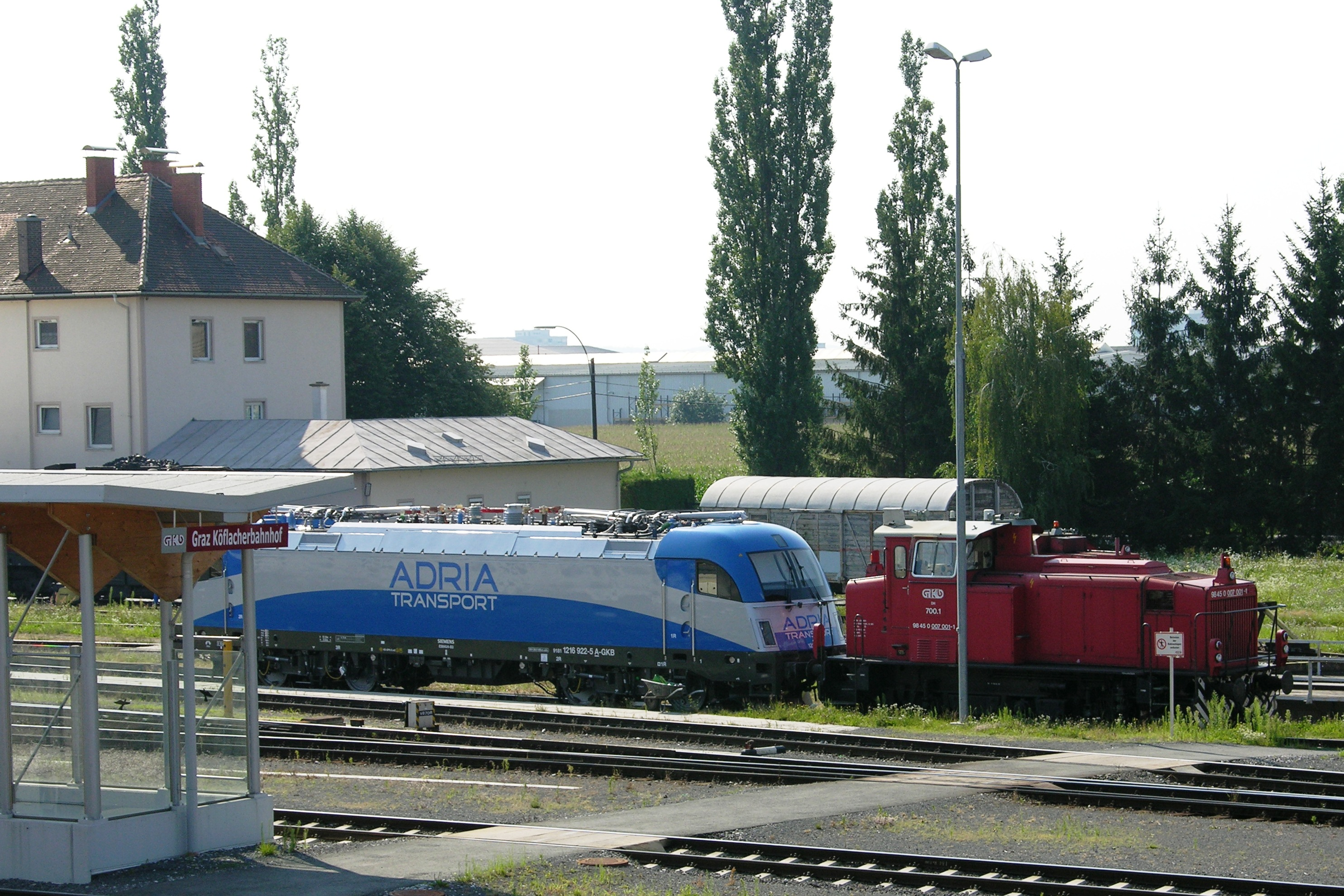
Eine Lok der Adria Transport d.o.o. (2008)

Der Hafen Koper (slowenisch Luka Koper) ist der internationale Seehafen von Koper in Slowenien. Er wird von der Aktiengesellschaft Luka Koper d. d. betrieben, die sich 2018 mehrheitlich in Staatsbesitz befand.

## Lage, Organisation, Bedeutung
Der Hafen von Koper ist ein Mehrzweckhafen im Norden des Adriatischen Meeres im Golf von Triest. Er verbindet Mittel- und Osteuropa mit dem Mittelmeer und über die Straße von Gibraltar und den Suezkanal mit Amerika und dem Fernen Osten. Die Wassertiefe im Hafen reicht von 7 bis zu 18 Metern. Schiffe mit einer Kapazität von bis zu 180.000 Tonnen können den Hafen anlaufen. 2017 wurde der Hafen von mehr als 1900 Schiffen angelaufen, der Container-Umschlag belief sich auf 911.000 TEU. Der Hafen von Koper ist ein EU-Hafen mit BIP-Status (Border Inspection Post). In Slowenien ist er der einzige Seehafen für den Güterumschlag.
Das gesamte Hafengebiet hat den Status einer Freihandelszone. Der Hafen von Koper ist eine intermodale Handelsverbindung mit verschiedenen Transportformen und Umschlagsystemen: Ro-Ro-Technologie, Ausrüstung für den Umschlag und die Lagerung von Stückgütern, Projektladung, Containern, Fahrzeugen, Schüttgut und flüssigen Gütern sowie lebenden Tieren.
Der Hafen ist in neun Nutzungszentren organisiert, in denen spezialisierte Terminaltätigkeiten ausgeführt werden. Alle Terminals befinden sich unmittelbar an der Küste und sind mit moderner Umschlag-, Transport- und Lagertechnologie ausgestattet.
Das Hinterland des Hafens erstreckt sich über den gesamten Bereich von Mittel- und Osteuropa und reicht von Slowenien und Österreich bis Ungarn, Italien, Kroatien, Tschechien, die Slowakei, Polen und Süddeutschland. Für Österreich war Koper in den Jahren 2010, 2012 und 2013 der Überseehafen mit dem größten Güterumschlag. Der Hafen ist über die Avtocesta A1 und die Bahnstrecke Prešnica–Koper angebunden. Die Hafengesellschaft Koper unterhält unter anderem Zweigbüros in Wien und München. Die Betreibergesellschaft Luka Koper hat 2005 in einem Joint Venture mit der Graz-Köflacher Bahn und Busbetrieb GmbH das Eisenbahnverkehrsunternehmen Adria Transport d.o.o. gegründet, um die Logistikkette auch über die Schiene ins Hinterland zu verstärken. Die ersten Ganzzüge mit Kerosin wurden im Sommer 2008 zum Flughafen Wien-Schwechat geführt.